# Văn phòng Liên Hợp Quốc về chống Ma túy và Tội phạm

Văn phòng Liên Hợp Quốc về chống Ma túy và Tội phạm, viết tắt tiếng Anh là UNODC (United Nations Office on Drugs and Crime), tiếng Pháp là ONUDC (Office des Nations unies contre la drogue et le crime), là cơ quan Liên Hợp Quốc về phòng chống ma túy và tội phạm.
Cơ quan này được thành lập năm 1997 với tên gọi Văn phòng Kiểm soát Ma túy và Phòng chống Tội phạm (Office for Drug Control and Crime Prevention), hợp nhất Chương trình Kiểm soát thuốc Quốc tế của Liên Hợp Quốc (UNDCP, United Nations International Drug Control Program) và Phòng Phòng chống Tội phạm và Tư pháp Hình sự (Crime Prevention and Criminal Justice Division) tại Trụ sở Liên Hợp Quốc tại Vienna.
Nó là một thành viên của Nhóm Phát triển Liên Hợp Quốc (UNDG, United Nations Development Group)., và năm 2002 được đổi tên ra Văn phòng Liên Hợp Quốc về chống Ma túy và Tội phạm 